# 鸡冠石镇
鸡冠石镇，是中华人民共和国重庆市南岸区下辖的一个乡镇级行政单位。
1951年成立雞冠石鄉，1958年改為塗山公社雞冠石管理區，1959年為塗山公社納溪溝管理區。1961年設立雞冠石公社會，1983年改為雞冠石鄉，1991年改為雞冠石鎮，駐高堰溝，轄原雞冠石鄉所屬行政區域和大佛段街道辦事處的雞冠石正街、白沙沱正街兩個居民委員會。1996年，轄岩口、盤龍、石龍、和平、興隆、中窯、納溪溝7個行政村和雞冠石正街、白沙沱正街2個居委會。

## 行政区划
鸡冠石镇下辖以下地区：
岩口社区、白沙沱社区、纳溪沟村、和平村、石龙村、盘龙村和兴隆村。